# Asimina
Asimina es un género de plantas de la familia Annonaceae, orden Magnoliales, subclase Magnólidas, división Spermatophyta.

## Hábitat
Son naturales de América boreal.

## Descripción
Son arbustos y pequeños árboles de hojas enteras; flores solitarias o formando pequeños racimos, con 3 sépalos y 6 pétalos formando dos verticilos; numeriosos estambres y fruto en baya en forma de elipsoide.

## Taxonomía
El género fue descrito por Michel Adanson y publicado en Familles des Plantes 2: 365. 1763.  La especie tipo es: Asimina triloba (L.) Dunal

## Especies
- Asimina angustifolia Raf.
- Asimina incana (Bartr.) Exell
- Asimina ×nashii Kral
- Asimina obovata (Willd.) Nash
- Asimina parviflora (Michx.) Dunal
- Asimina pygmea (Bartr.) Dunal
- Asimina reticulata Shuttlw. ex Chapman
- Asimina tetramera Small
- Asimina triloba (L.) Dunal